# Medionidus mcglameriae
Medionidus mcglameriae är en musselart som beskrevs av van der Schalie 1939. Medionidus mcglameriae ingår i släktet Medionidus och familjen målarmusslor. IUCN kategoriserar arten globalt som utdöd. Inga underarter finns listade i Catalogue of Life.